# Anas Zniti
Anas Zniti (* 28. Oktober 1988 in Fès) ist ein marokkanischer Fußballtorhüter.

## Karriere

### Verein
Zniti spielte in seiner Jugend für Maghreb Fez. Von dort gelang ihm 2009 der Sprung in den Profikader und spielte bis 2013 für den Verein. Im Sommer 2013 wechselte er zu FAR Rabat. Im Sommer 2015 schloss er sich Raja Casablanca an.

### Nationalmannschaft
Er bestritt mehrere Länderspiele für die U-20 und U-23 Auswahl Marokkos. Im Januar 2013 gab er beim Afrika-Cup 2013 sein A-Länderspieldebüt gegen die Auswahl Sambias.